# Lispoteleia unicolor
Lispoteleia unicolor är en stekelart som först beskrevs av Alan Parkhurst Dodd 1914.  Lispoteleia unicolor ingår i släktet Lispoteleia och familjen Scelionidae. Inga underarter finns listade i Catalogue of Life.